# Leycesteria glaucophylla
Leycesteria glaucophylla är en kaprifolväxtart som först beskrevs av Joseph Dalton Hooker och Thoms., och fick sitt nu gällande namn av Joseph Dalton Hooker. Leycesteria glaucophylla ingår i släktet Leycesteria och familjen kaprifolväxter. Inga underarter finns listade i Catalogue of Life.